# Anarchisme en Andorre
L'anarchisme en Andorre atteint son apogée dans les années 1930, lorsque les idées anarchistes sont à l'avant-garde de la politique révolutionnaire dans les pays catalans.

## Histoire
À l'époque de la Seconde République espagnole, l'État espagnol remet en question le rôle de coprince de l'évêque d'Urgell, Justí Guitart i Vilardebó. La situation est similaire à celle de la Révolution française : l'Espagne ne conçoit pas qu'un de ses citoyens ait la souveraineté d'un autre État. La presse espagnole et catalane commence alors à critiquer le rôle de coprince, en s'exclamant qu'il est possible que le peuple andorran n'ait aucune souveraineté et qu'il soit donc soumis à deux princes féodaux.
Depuis la Catalogne, les courants catalanaliste et anarcho-syndicaliste influencent grandement les immigrés andorrans. En 1933, les Joves Andorrans (un syndicat lié à la CNT-FAI) occupent le Conseil général, exigeant le suffrage universel pour les citoyens andorrans, ce qui déclenche la Révolution andorrane. Cela a pour conséquence de voir le Conseil général élu au suffrage universel masculin et la mise en place des libertés publiques.
La république espagnole refuse à l'évêque le droit d'être coprince d'Andorre, avec derrière elle des intentions annexionnistes. L'anticléricalisme de la Seconde République est très offensant pour l'Église catholique et conduit l'évêque à rejoindre les nationalistes. Lorsque la guerre civile espagnole éclate en juillet 1936, l'évêque s'exile à Sanremo. Il se trouve dans le val d'Aran lorsqu'il apprend le coup d'État militaire. La nuit de sa fuite, un groupe d'anarchistes vient le réveiller en se plaçant sous la fenêtre où il loge pour chanter L'Internationale les poings levés. Avant de partir, il laisse la délégation épiscopale entre les mains de Miquel Mateu. Une fois à San Remo, les nationalistes le convainquent de signer la lettre collective des évêques de 1937. C’est un manifeste dans lequel l’église catholique soutient le fascisme.

### Réfugiés et contrôle des frontières
Avec le déclenchement de la révolution en Catalogne, le communisme libertaire est proclamé à Urgell. L'atmosphère s'étant radicalisée, de nombreux habitants d'Urgell fuient temporairement vers Andorre, pensant que le coup d'État échouera comme celui de Sanjurjada. Au début, le pays accueille des nationalistes qui ont fui les positions républicaines de Catalogne. Vers la fin du conflit, une deuxième vague de réfugiés fuit vers Andorre, il s'agit d'anarchistes, de républicains et de socialistes, fuyant l'offensive nationaliste. Andorre accueille tout le monde, appartenant aux deux parties du conflit. La FAI est même installée à la frontière Andorre-Catalogne, où elle commence à prendre le contrôle des opérations de contrebande. Puigcerdà est également la deuxième frontière avec le plus grand nombre d'évasions.

### Les travailleurs de la FHASA et les Andorrans avant la guerre
Les travailleurs de la FHASA affiliés à la CNT et à la FAI militent en Andorre, et ils invitent leurs amis anarchistes à rester également dans le pays. Une fois arrivés en Andorre, ceux-ci en profitent pour consigner les noms des réfugiés nationalistes et les dénoncent ensuite. Le directeur de la FHASA, Miquel Mateu, est en revanche un fasciste déclaré qui aide les nationalistes du mieux qu'il peut. À Sant Julià de Lòria, la population rejoint le camp fasciste, là où à l'opposé, Andorre-la-Vieille et Escaldes-Engordany deviennent des refuges pour les anarchistes. Trois bars de l'époque se démarquent particulièrement : l'hôtel Mirador (républicains), le casino d'Escaldes (républicains) et le bar de Burgos (fascistes). Les paroisses inférieures s'apparentent généralement davantage aux tendances qui circulent en Castille ou en Catalogne tandis que les paroisses supérieures suivent l'opinion française. Les mouvements constants de personnes à travers l’Andorre rendent impossible l’adoption d’une position neutre et la population opte pour un camp ou pour l’autre. À Sant Julià, la frontière est bloquée pendant la guerre pour empêcher les anarchistes d'entrer dans le pays. Le contrôle aux frontières est si strict que même un laissez-passer ou un passeport valide ne garantit pas l'entrée ou la sortie d'Andorre. La jeunesse andorrane sympathise largement avec la cause républicaine et souhaite proclamer une République indépendante d'Andorre. Les générations plus âgées, en revanche, sont largement adeptes du fascisme et espèrent que celui-ci établira « l’ordre » en Andorre. Il y a aussi des Andorrans qui aident les réfugiés des deux côtés en leur donnant à manger et un endroit où dormir.
Les deux parties règlent souvent leurs différends en se tirant dessus dans les montagnes, ce qui garantit l'anonymat auprès des autorités andorranes. À l’intérieur du pays, les républicains et les nationalistes mènent une guerre armée à petite échelle. Un hôpital improvisé doit être installé à la FHASA pour gérer l'arrivée de tous les réfugiés visés lors de leur entrée en Andorre.

#### Intervention de la gendarmerie
Selon les autorités andorranes, le groupe qui cause le plus d'instabilité est celui des travailleurs de la FHASA, qui rassemblent des armes dans le but de réaliser une révolution républicaine dans le pays. Le plan est de profiter du fait que, pendant l'hiver, le port du côté français est bloqué. Mais la tentative échoue après que le Conseil général a approuvé à la majorité l’intervention française. S'il n'intervient pas en Espagne, le coprince français Albert Lebrun intervient en Andorre. Les communes convoquent des assemblées paroissiales qui rejettent son intervention et qui décident des mesures à prendre. Le village monte une troupe d'hommes avec l'aide des communes pour empêcher les gendarmes de dépasser la frontière du Pas de la Case. Malgré cela, le général René Baulard occupe à nouveau le pays.
Des listes d'anarchistes et de nationalistes d'Andorre sont dressées. Après l'occupation, de nombreux anarchistes doivent demander une autorisation de séjour à la gendarmerie. Les Espagnols, Basques, Catalans ou Galiciens qui franchissent ensuite la frontière sont envoyés dans les camps d'internement français. Le virage à droite provoqué par la guerre entraîne la suppression de nombreuses libertés politiques. Le suffrage universel masculin est suspendu et la liberté d'expression est révoquée. Les gens ont peur de parler ouvertement de la guerre ou du franquisme. Avec la guerre, des réseaux d'évasion se créent pour aider les survivants de la Shoah, entre autres, à quitter l'Europe ou à se réfugier dans des pays isolés, comme Andorre. Antoni Forné i Jou, membre du Parti des travailleurs d'unification marxiste, contribue à l'organisation du réseau d'évasion andorran,,.